# Porta San Giorgio (Verona)
Porta San Giorgio  è un accesso situato lungo le mura magistrali di Verona, sulla sinistra d'Adige.

## Storia e descrizione
La prima fase costruttiva vide l'edificazione della cinta turrita scaligera, commissionata da Cangrande della Scala e realizzata tra 1321 e 1324, su progetto del maestro Calzaro, che previde la realizzazione di una porta d'accesso alla città, già intitolata a San Giorgio, e l'annessa Rocchetta. Nel Cinquecento vi furono i lavori di ristrutturazione delle mura, nell'ambito del rafforzamento da parte della Repubblica di Venezia delle fortificazioni di Verona, che aveva l'obiettivo di renderle più adatte all'introduzione della polvere da sparo; fu così che venne rinnovata anche la porta d'accesso, realizzata tra 1525 e 1526 su progetto tradizionalmente attribuito a Giovanni Maria Falconetto. Tuttavia, il lato verso città rimase incompiuto e fu completato solo nel 1840 dagli austro-ungarici, sotto la direzione dell'Imperiale Regio Ufficio delle Fortificazioni di Verona.

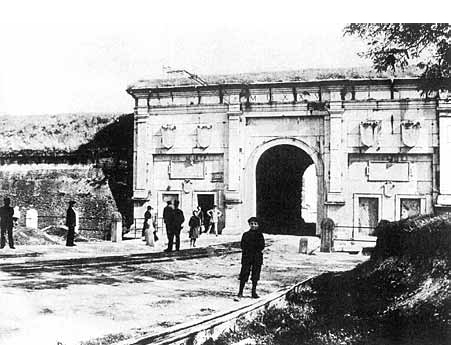
Una foto di inizio '900

La posizione della porta, inserita presso la riva dell'Adige, è stata quindi stabilita dalla preesistente porta medievale, che presidiava la via del Tirolo. Della porta rinascimentale rimane integro il prospetto verso campagna, rivestito di pietra bianca levigata, configurato secondo lo schema classico dell'arco trionfale, con il fornice maggiore centrale, ma con l'inconsueto accostamento binato dei portali laterali architravati. La composizione è di ordine dorico, ornata di scudi e targhe commemorative dei provveditori veneti. Il corpo di fabbrica ottocentesco, eretto quindi sul fronte interno, verso città, corrisponde alle dimensioni, in pianta e in alzato, stabilite dalla facciata esterna. In questo secondo prospetto, con paramento di tufo rustico, è pertanto mantenuta la partitura a tre campate, come nel prospetto verso campagna, ma il disegno dei tre grandi fornici, di uguali dimensioni, è in accordo con l'architettura delle nuove fortificazioni. La porta era inoltre un tempo dotata di ponti levatoi lignei, i quali calavano sul ponte di muratura che attraversava parte del fossato magistrale.
La planimetria è rettangolare, asimmetrica, articolata dal passaggio carraio centrale, dal vano laterale per il passaggio pedonale e da altri vani per il corpo di guardia militare e per il corpo di guardia daziario. Le pareti che delimitano i passaggi, carraio e pedonali, sono munite di feritoie. La copertura era a prova di bomba e sulla terrazza era disposta una postazione per fucileria.